# Desa Pakes
Desa Pakes är en administrativ by i Indonesien.   Den ligger i provinsen Jawa Timur, i den västra delen av landet, 700 km öster om huvudstaden Jakarta. Desa Pakes ligger på ön Madura. Den ligger vid sjön Bendung Gadding.